# Judging Amy
Judging Amy é uma série dramática norte americana que foi transmitida desde 19 de setembro de 1999 a 3 de maio de 2005 na CBS. O elenco incluía Amy Brenneman de NYPD Blue e Tyne Daly de Cagney & Lacey.
Depois de seis temporadas, a série foi cancelada pela CBS.

## Premissa
Brenneman interpreta Amy Gray, uma jovem advogada de Nova Iorque que, após divorciar-se do marido volta com a jovem filha para a cidade natal de Hartford, em Connecticut. Ela torna-se juíza no tribunal da família da cidade com trinta e quatro anos. A mãe desta (com quem vive), interpretada por Daly, é uma assistente social do Departamento de Serviços Sociais do Estado do Connecticut. Na final, Amy deixa o sistema judicial e candidata-se ao Senado norte americano.